# Schönberg-Haus

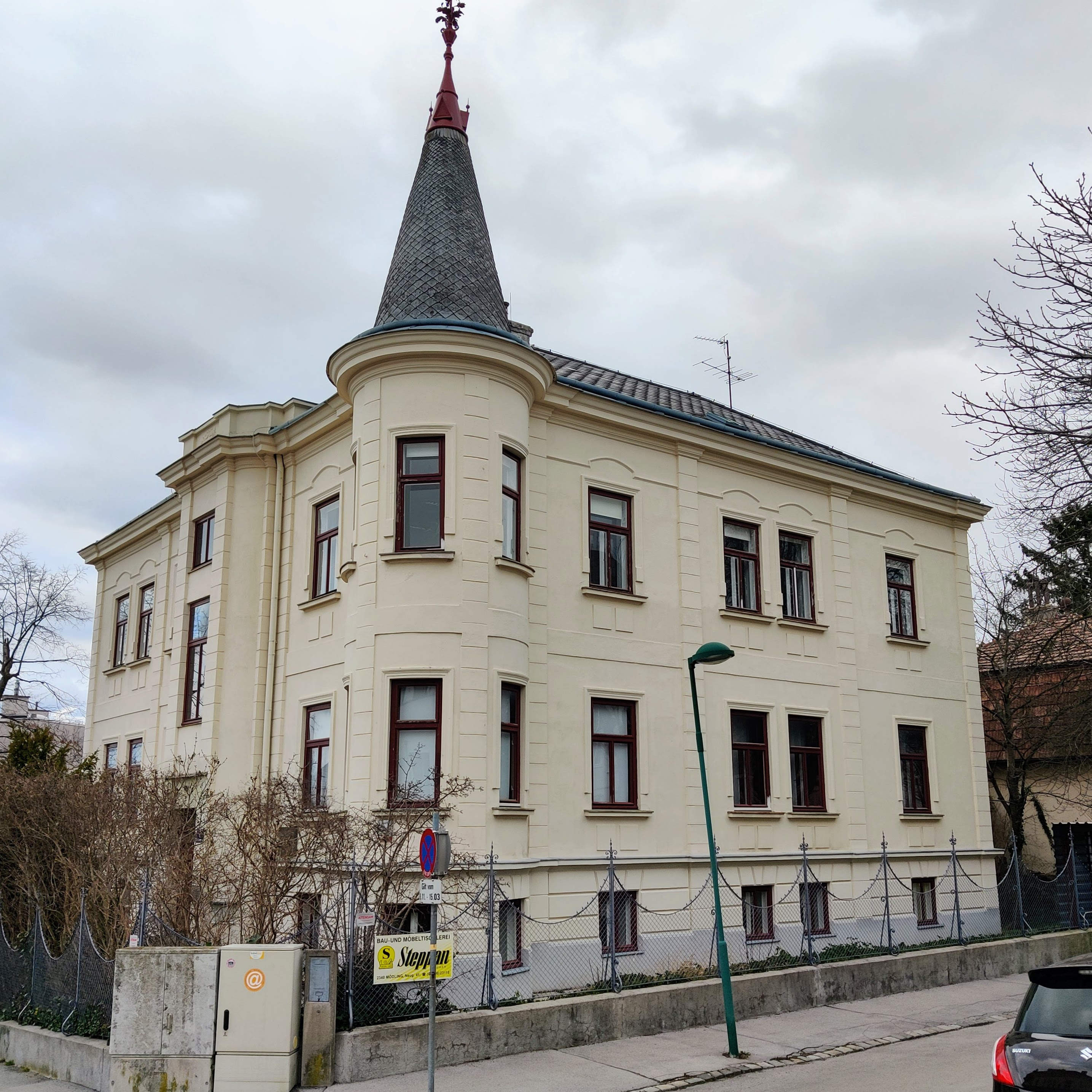
Schönberg-Haus Mödling

Das Schönberg-Haus steht in der Bernhardgasse 6 in der Stadtgemeinde Mödling in Niederösterreich. Die Villa war von 1918 bis 1925 der Wohnsitz des Komponisten Arnold Schönberg. Das Gebäude steht unter Denkmalschutz und dient heute als Museum mit einer Dauerausstellung von Bildern, Schautafeln, Video- und Hörstationen sowie Originalmobiliar und -instrumenten.

## Schönbergs Zeit in Mödling
Arnold Schönberg zog im Frühjahr 1918 in die Villa in der Bernhardgasse 6, wo er mit seiner Familie eine Wohnung zum Preis von 200 Kronen pro Monat bewohnte. Die Wohnung lag im Hochparterre und bestand aus mehreren Räumen. Ein Badezimmer, ein Vorzimmer und eine verglaste Veranda richtete Schönberg nach und nach selbst ein. Im Arbeitszimmer des Komponisten befanden sich ein Klavier, ein Harmonium, Geigen, Viola und Violoncello, seine ganze Bibliothek, ein Schreibtisch und ein Stehpult, an dem er oft arbeitete.
Im Herbst 1918 gründete Schönberg in Mödling einen „Verein für musikalische Privataufführungen“, dessen Präsident er wurde. Im Vorstand waren 19 Mitglieder seines Wiener Schüler- und Freundeskreis. Der Verein organisierte nicht-öffentliche Konzerte, bei denen das Bekunden von Beifall/Missfallen untersagt war und Werke mehrmals wiederholt wurden, um dem Publikum den Zugang zu moderner Musik zu vereinfachen. Neben seiner Tätigkeit als Musiklehrer an den Schwarzwald’schen Schulanstalten (bis 1920) empfing Schönberg in seinem Mödlinger Haus auch Privatschüler für Kompositionsstunden. Zu ihnen gehörten Alban Berg und Anton Webern, Max Deutsch, Hanns Eisler, Hanns Jelinek, Fritz H. Klein, Rudolf Kolisch, Paul Amadeus Pisk, Josef Polnauer, Karl Rankl, Erwin Ratz, Josef Rufer, Rudolf Serkin und Viktor Ullmann. Schönbergs Schüler legten die ca. 15 Kilometer lange Reise von Wien nach Mödling oft zu Fuß zurück.
Außerdem bekam Schönberg in Mödling oft Besuch aus dem Ausland, so von Francis Poulenc und Darius Milhaud: „Er lud uns zu sich nach Mödling in der Nähe von Wien ein. Dort verlebten wir einen wunderschönen Nachmittag. (…) Schönberg sprach ausführlich von seiner Arbeit, besonders von seinen Opern ›Glückliche Hand‹ und ›Erwartung‹, deren Partituren ich mir gerade gekauft hatte. (…) Die Wände seiner Wohnung waren voll von Bildern, die er selbst gemalt hatte: Gesichter und Augen, überall Augen!“ (Bericht Milhauds über den Besuch im Juni 1922)
Historische Bedeutung erlangte Arnold Schönbergs Haus in Mödling dadurch, dass er dort seine „Methode der Komposition mit zwölf nur aufeinander bezogenen Tönen“ entwickelte. „Als Arnold Schönberg an einem Februar-Morgen des Jahres 1923 einige nähere Freunde und Schüler in seinem Mödlinger Heim um sich versammelte, um ihnen die Grundzüge seiner Methode vorzutragen und sie an einigen Beispielen aus seinen jüngsten Kompositionen zu erläutern, da begann ein neues Kapitel in der Geschichte der Musik.“(Josef Polnauer, 1959)
Nach dem Tod seiner Frau Mathilde am 18. Oktober 1923 plante Schönberg einen Umzug nach Wien, fand aber keine Wohnung, sodass er in Mödling bleiben musste. Er teilte sie mit Sohn Georg, Tochter Trudi, Schwiegersohn Felix Greissle und dem im September geborenen Enkel Arnold. In einem Gesuch um Wohnungstausch an den Wiener Stadtrat Anton Weber vom 28. Dezember 1923 erklärte Schönberg, warum er dringend umziehen wollte: „Meine Wohnung wurde mir zu eng; a) mir fehlte ein Empfangsraum; b) mir fehlte ein Schlafraum; c) mein Arbeitszimmer (dieses muss mir als Schlafraum dienen!) hat nicht mehr Platz, die zu meiner Tätigkeit nötigen Bücher, Noten und Instrumente zu fassen und ist gänzlich ungeeignet, um darin Proben abzuhalten. (…) Wir haben zusammen 7 Räume; was die gesetzliche Beschränkung nicht überschreitet, da wir 5 Menschen sind, von denen drei ihren Beruf in der Wohnung ausüben.“
Am 28. August 1924 heiratete Schönberg in der Evangelischen Pfarrkirche Mödling Gertrud Kolisch, die Schwester seines Schülers Rudolf Kolisch. Zu seinem 50. Geburtstag am 13. September 1924 erschien in der lokalen Presse ein lobender Artikel über ihn, der die „ungeheure Umwälzung auf dem Gebiete der gesamten Musik“ würdigte: „Möge auch Mödling wissen, wen es bereits durch Jahre beherbergt.“
Im August 1925 wurde Schönberg als Nachfolger Ferruccio Busonis als Leiter einer Meisterklasse für Komposition an die Preußische Akademie der Künste in Berlin berufen. Anfang Oktober gab er seine Wohnung in Mödling auf und wohnte bis zum endgültigen Umzug nach Berlin Ende 1925/Anfang 1926 bei seinem Schwager Rudolf Kolisch in Wien.

## Weitere Nutzung als Museum
Schönbergs Mödlinger Wohnhaus sollte in den 1970er Jahren abgerissen werden. Dank einer Initiative des Musikkritikers Walter Szmolyan und der Verlegerin Elisabeth Lafite wurde das Gebäude jedoch 1972 unter Denkmalschutz gestellt und von der Internationalen Schönberg Gesellschaft (ISG) gekauft. Subventionen des Landes Niederösterreich, der Stadt Mödling und der Stadt Wien sowie des Bundesministeriums für Unterricht und Kunst ermöglichten den Kauf und die Sanierung des Gebäudes, welches dann das Büro der ISG und eine Forschungsstelle beherbergte. Am 6. Juni 1974 fand in Anwesenheit von Nuria, Ronald und Lawrence Schoenberg die Eröffnung des Schönberg-Hauses durch den damaligen Wissenschaftsminister und späteren Bundeskanzler Fred Sinowatz statt.
Neben der Ausstellung von Schönbergs eigenen Instrumenten aus einer Schenkung der Erben wurde eine Forschungsbibliothek mit einem Duplikat des in Los Angeles verfilmten Nachlasses aufgebaut. Außerdem veranstaltet die ISG regelmäßig Konzerte mit Werken der Wiener Schule, unter anderem regelmäßige Schönberg-Serenaden, und organisiert Kompositions- und Interpretationskurse im Schönberg-Haus.
Im März 1997 brachte die Internationale Schönberg Gesellschaft das Haus in die neugegründete Arnold Schönberg Center Privatstiftung als Stifterin ein.

## Bildergalerie

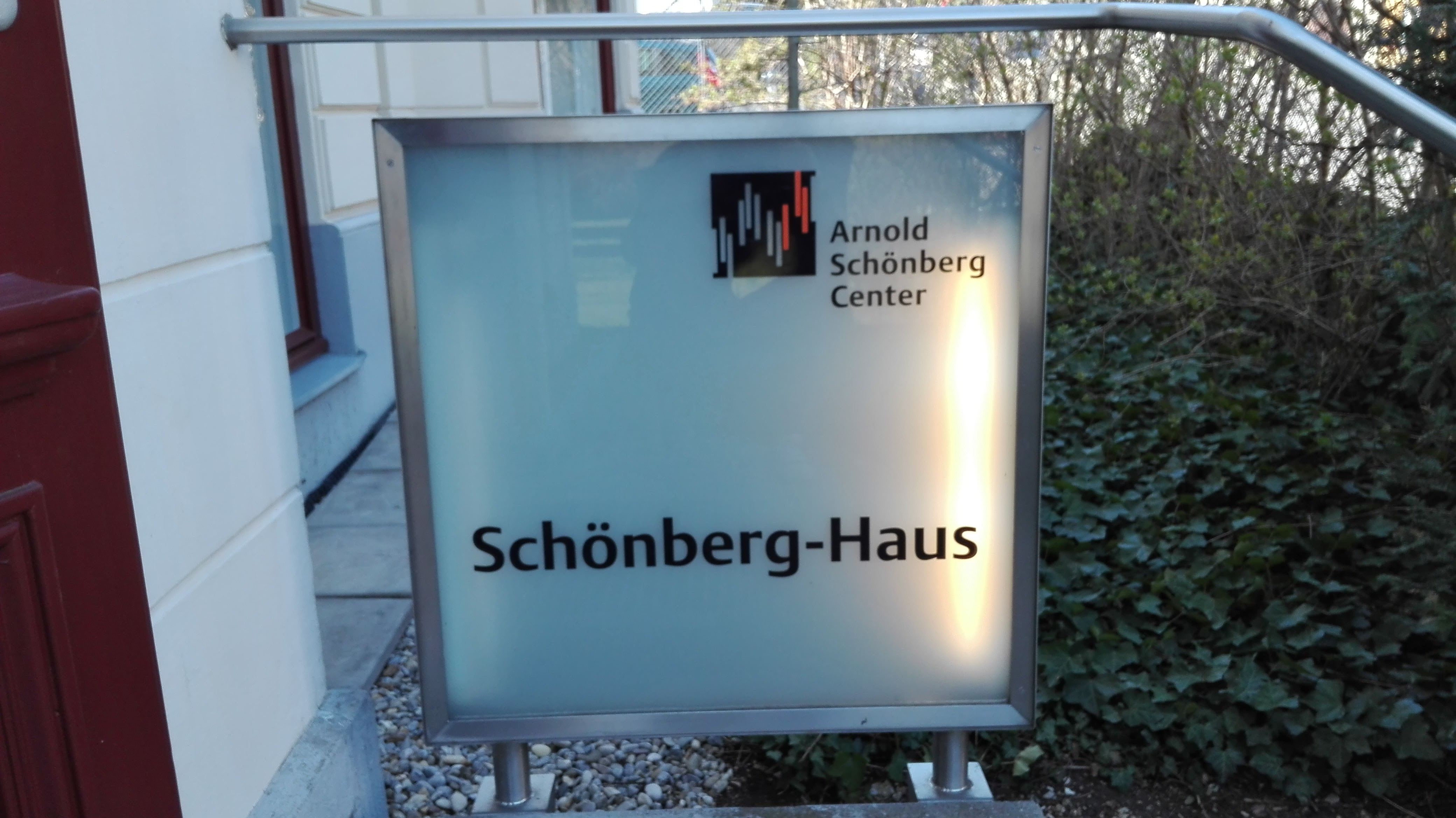
Schild am Eingang des Schönberg-Hauses
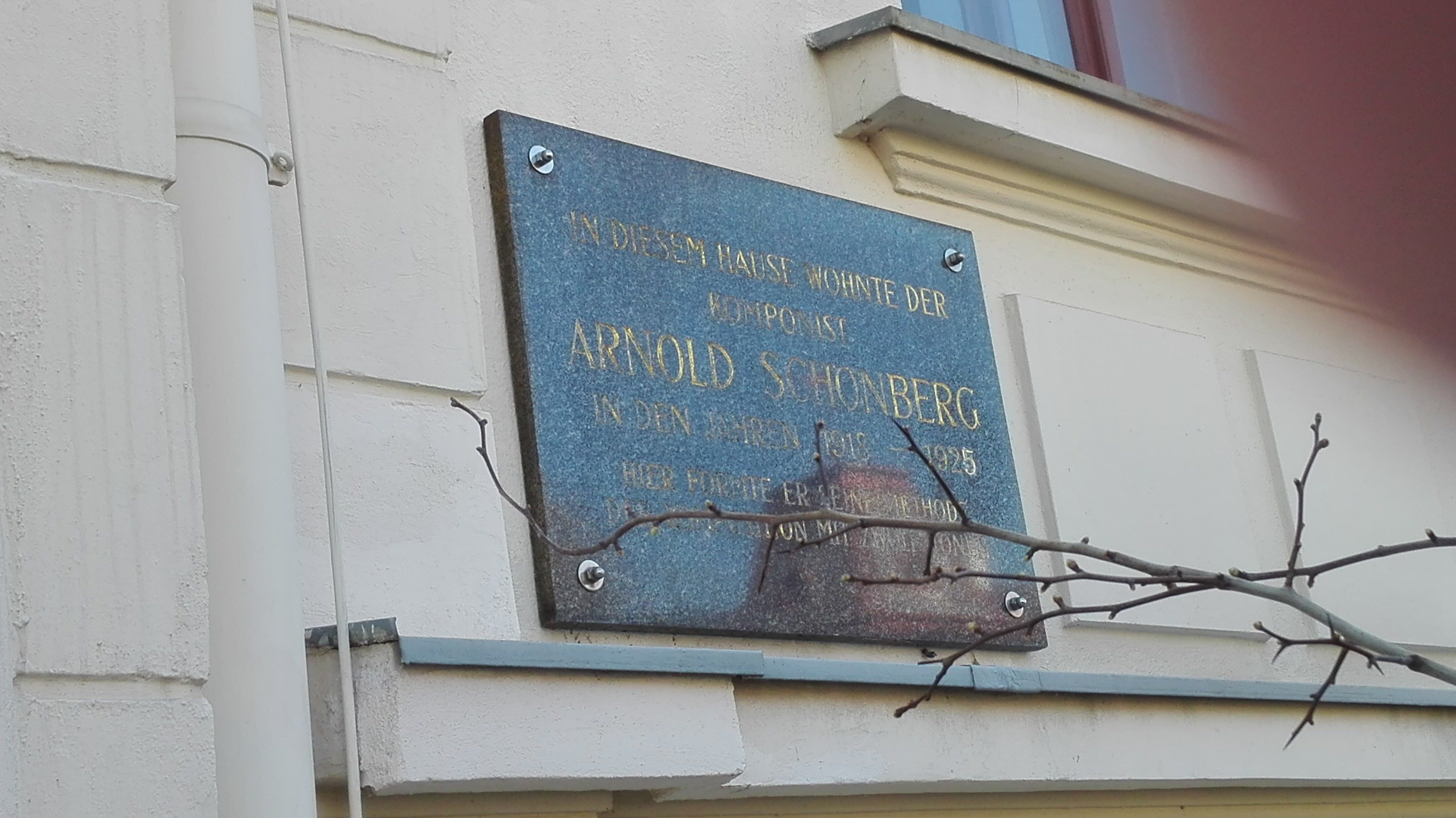
Gedenktafel am Schönberg-Haus in Mödling
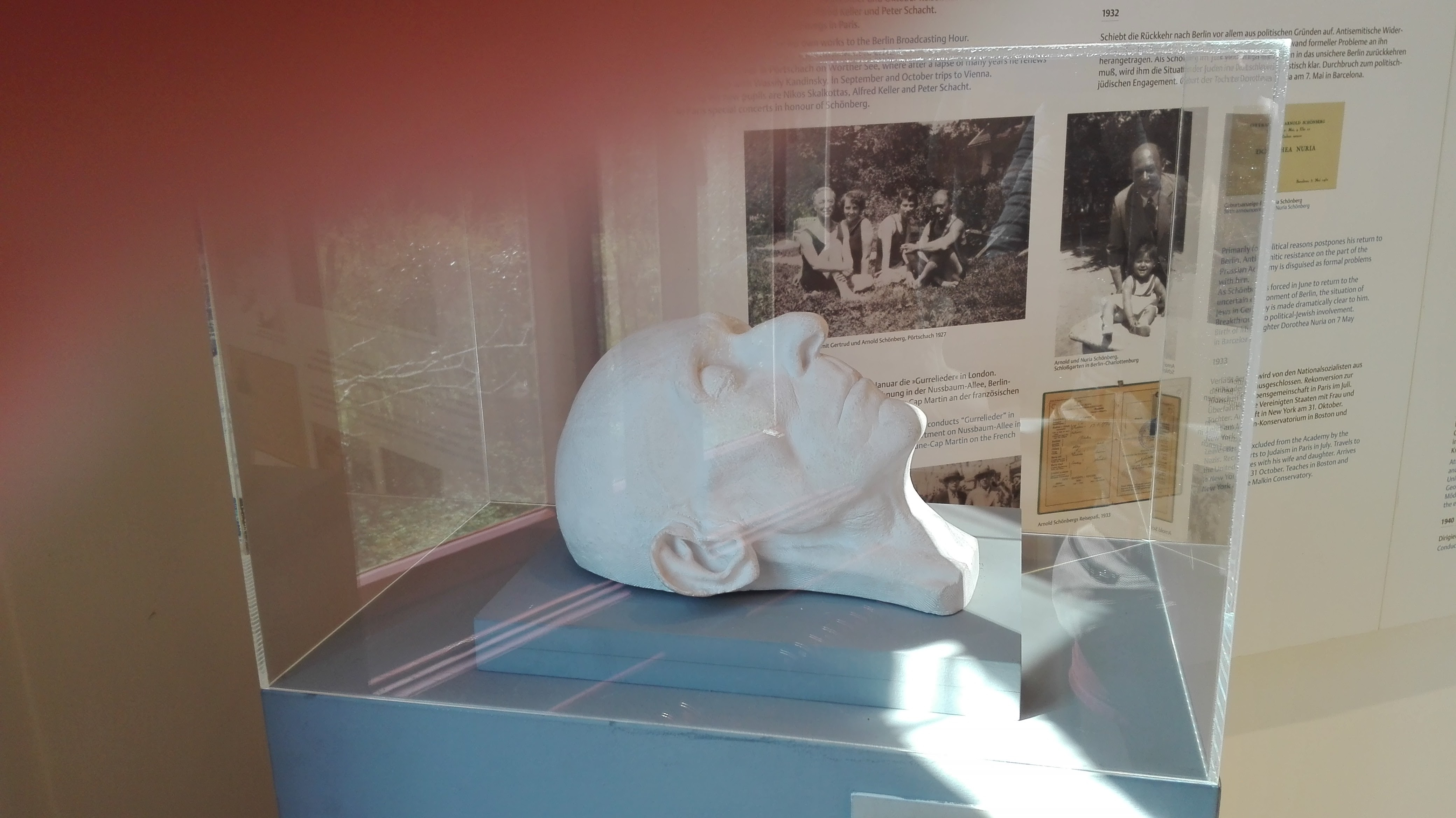
Totenmaske des Komponisten Arnold Schönberg
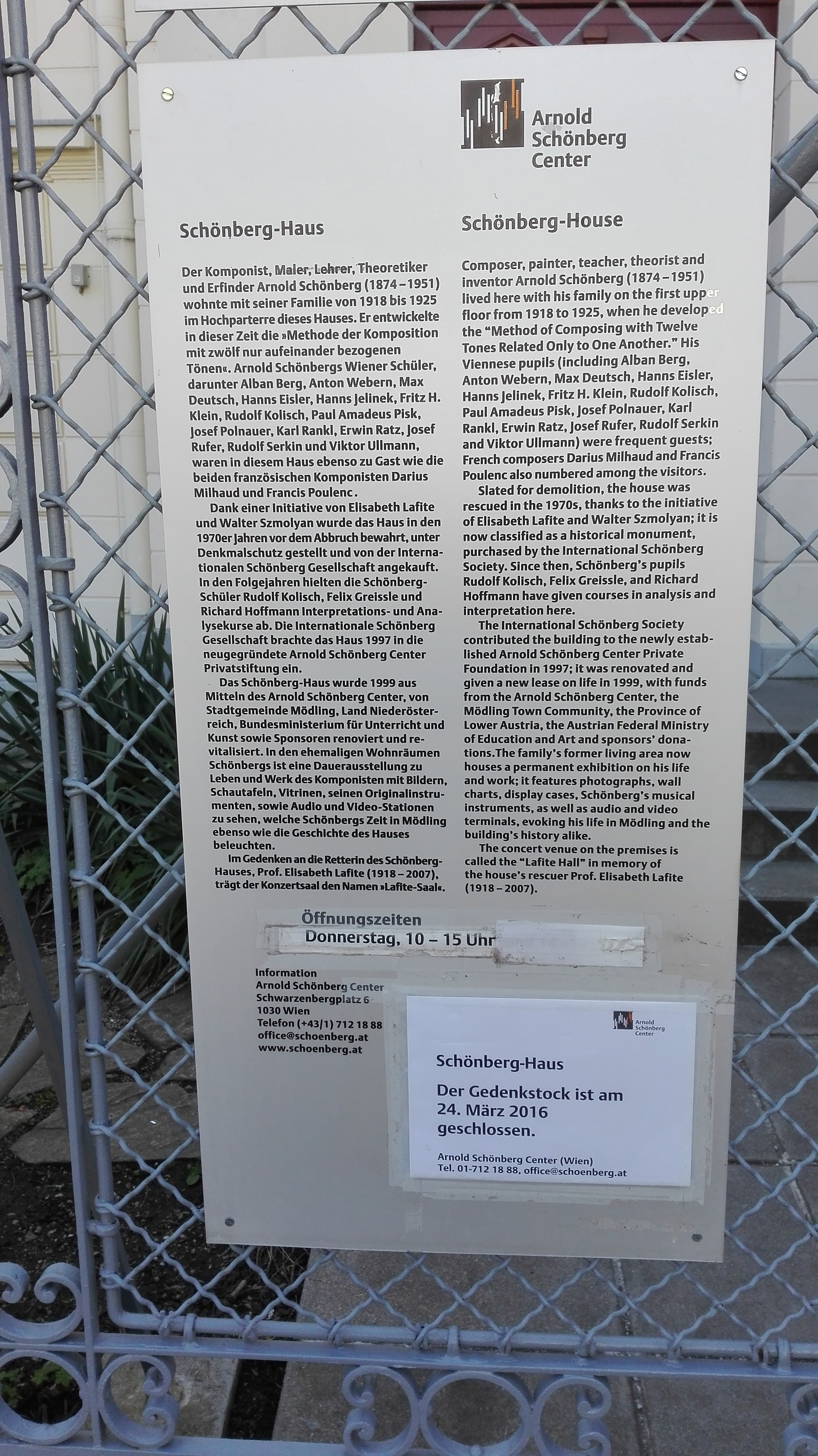
Informationstafel am Eingang
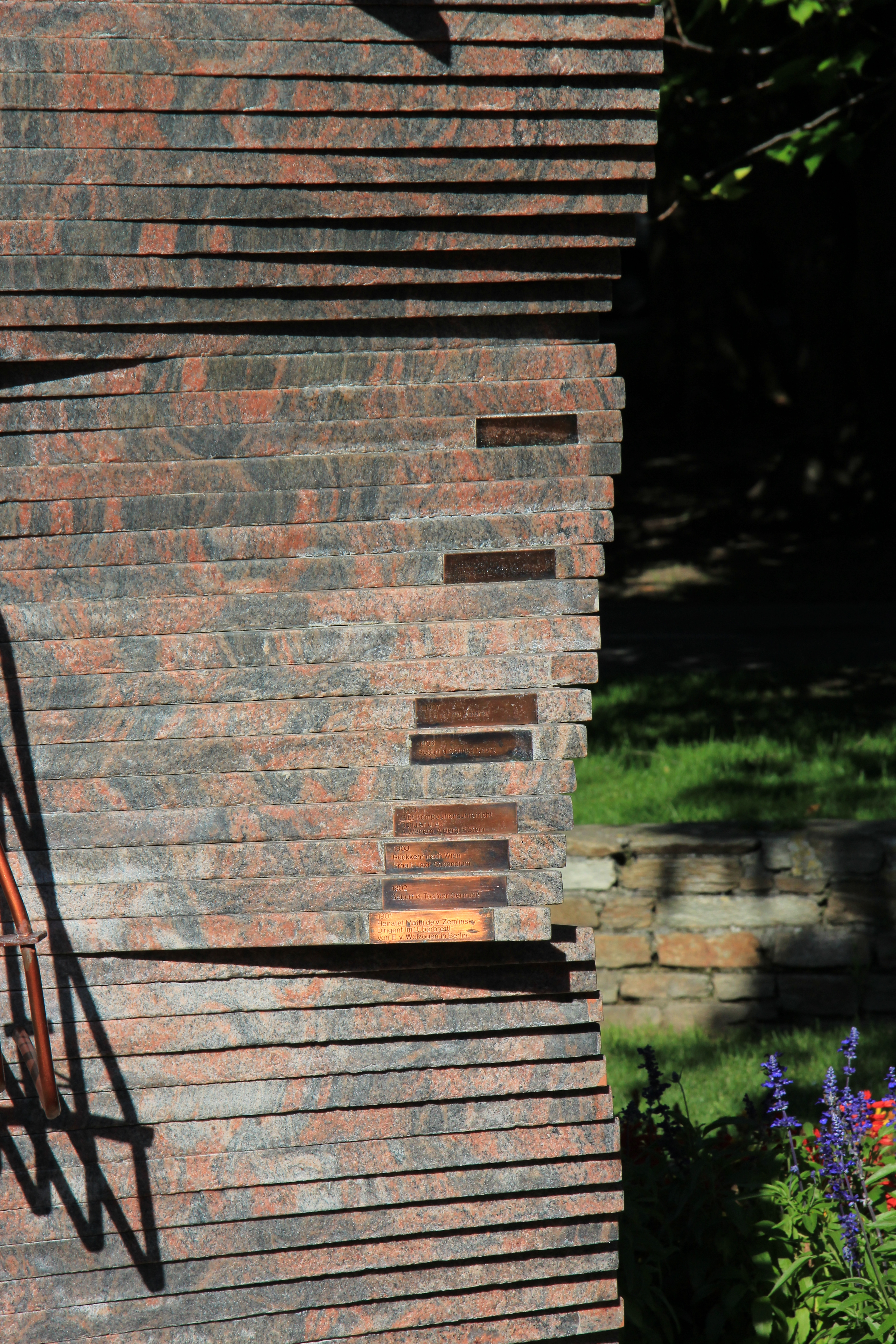
Arnold-Schönberg-Denkmal in Mödling